# Vacina contra o vírus sincicial respiratório
A vacina contra o vírus sincicial respiratório ou vacina VSR) vendida sob a marca Arexvy e Abrysvo, é uma vacina que protege contra o vírus sincicial respiratório. É usado em mulheres com 24 a 36 semanas de gravidez para proteger o bebê e em mulheres com mais de 60 anos. É administrado em dose única por injeção no músculo do braço. Reduz o risco de doenças graves em cerca de 50 a 85%.
Os efeitos colaterais comuns incluem dor no local da injeção, cansaço, dor de cabeça e dor muscular. Eles geralmente se resolvem em alguns dias. Os efeitos sobre o risco de parto prematuro não são claros conforme dados de estudos até 2023. Ele funciona ensinando o sistema imunológico a defender o corpo contra o VSR. Arexvy contém uma versão da proteína RSVPreF3 enquanto Abrysvo contém o subgrupo A e a pré-fusão F estabilizada B.
As vacinas foram aprovadas para uso médico nos Estados Unidos, Europa e Canadá em 2023. Na Colúmbia Britânica, Canadá, custa cerca de 230 dólares canadenses e está disponível para compra privada a partir de 2023. Pesquisas com estas vacinas decorre desde as décadas de 1950 e 1960; com um estudo publicado em 2013 que conduziu às vacinas atuais. A ciência ligada a ela apoiou o rápido desenvolvimento das vacinas contra a COVID-19.